# История США (1776—1789)
В период между 1776 и 1789 гг. США оформились как независимое государство с собственной конституцией и федеральным правительством. Защищая свои традиционные ценности, американские патриоты взяли на себя политическое руководство английскими колониями и начали войну за независимость. Тринадцать колоний объявили о своей независимости 4 июля 1776 г. Генерал Вашингтон возглавил революционную армию. Заключив военный союз с европейскими державами, американцы разбили две британские армии и по мирному договору с Великобританией присоединили к своему новому государству территории между горами Аппалачи и рекой Миссисипи. Чтобы усилить федеральное правительство, в 1789 г. первая американская конституция, Статьи Конфедерации, была заменена ныне действующей конституцией.

## Американская революция
По завершении Семилетней войны Великобритания уничтожила почти все французские колонии в Америке, присоединив большую часть их территории к Британской империи, и превратилась в доминирующую мировую державу. Издержки войны были возложены на колонии, что усилило недовольство американских колонистов британским правлением, поставившим под угрозу их традиционное самоуправление и законные права британских подданных. В колониях распространились представления о республиканском правлении, критика королевской власти, аристократизма и коррупции.
Споры колонистов с британским парламентом из-за налогообложения привели сначала к образованию тайных антибританских обществ, таких как Сыны свободы в Массачусетсе, а затем и к созыву Первого Континентального конгресса в составе представителей от двенадцати английских колоний. На организованные ими протестные акции, в частности, Бостонское чаепитие британское правительство ответило ликвидацией самоуправления Массачусетса и рядом других непопулярных мер, принудивших все колонии приготовить отряды своей милиции к открытым военным действиям с правительственными войсками.

### Начало военных действий
Чтобы арестовать ряд местных лидеров колонистов и захватить склад оружия местной милиции 19 апреля 1775 года отряд британской армии выступил из Бостона и при городке Лексингтон был встречен огнём колониальной милиции. Тем не менее, британский отряд прорвался к городку Конкорд, где не нашел ни оружия, ни разыскиваемых им лиц. При отступлении назад в Бостон отряд снова был обстрелян и уцелел только благодаря выдвинувшимся навстречу основным силам британской армии. Так началась война за независимость США.
Получив сообщения о начале боевых действий, местное теневое правительство предложило британским официальным лицам покинуть территорию Массачусетса и выслало в Бостон отряды милиции для выдворения английских войск.
Сложившееся положение представители колонистов обсудили на Втором Континентальном конгрессе, созванном 10 мая 1775 года. Он объявил себя центральным правительством и поручил колониальным ассамблеям выработать местные конституции. Генерал Вашингтон, харизматический политический лидер из Виргинии, выдвинувшийся ещё в период Франко-индейской войны, был назначен главнокомандующим Континентальной армии.
В каждой колонии часть населения осталась лояльной королевскому правительству, но лоялисты нигде не располагали достаточным влиянием, чтобы контролировать местные органы власти. Их действия стали предметом внимания со стороны местных Комитетов безопасности, созданных согласно решениям первого Континентального конгресса в 1774 году, которые теперь выполняли функции временных исполнительных органов Конгресса на местах. Имущество лоялистов, выступивших против революции, было конфисковано, а сами они бежали под защиту королевских войск, в частности, в Нью-Йорк.

### Вторжение в Канаду
Зимой 1775-76 гг. отряд колониальной милиции предпринял попытку вторжения в Канаду, но потерпел поражение под городом Квебек, потерял своего командира, генерала Монтгомери, и вынужден был отступить к Бостону. Здесь он участвовал в операциях против осажденного британского гарнизона, который был эвакуирован 17 марта 1776 г.

### Декларация независимости
Непрерывно работавший Континентальный Конгресс 2 июля 1776 г. проголосовал за провозглашение независимости США. Через два дня была принята Декларация независимости США, написанная комитетом из пяти человек, в который входили Бенджамин Франклин, Томас Джефферсон, Джон Адамс, Роджер Шерман и Роберт Ливингстон.

### Британское вторжение 1776—1777 гг.
В августе 1776 г. британская армия высадилась в Нью-Йорке и разбила американцев. После нескольких поражений армия Вашингтона вынуждена была
отступить через Нью-Джерси в Пенсильванию. Англичане удерживали город Нью-Йорк до заключения мирного договора 1783 г., превратив его в свой главный опорный пункт в Северной Америке.
Вслед за отступавшими американскими войсками британская армия вторглась в Нью-Джерси, но здесь была атакована армией генерала Вашингтона, форсировавшей реку Делавэр. Англичане были разбиты при Трентоне и Принстоне и отступили к Нью-Йорку.
Генеральный план англичан, разработанный в Лондоне, состоял в организации одновременного наступления из Канады и по реке Гудзон, чтобы в 1777 г. захватить Олбани и отрезать Новую Англию от южных колоний. Но канадская армия под командованием генерала Бергойна потерпела поражение при Саратоге, а из Нью-Йорка армия англичан направилась не к Олбани, а к Филадельфии. В результате уцелевшие под Саратогой англичане попали в плен с условием репатриации в Великобританию, но Континентальный конгресс не утвердил условия их сдачи, и пленные были заключены в тюрьму.
Победа колонистов ускорила вступление Франции в союз с США, который был заключен в 1778 г. К союзу затем присоединились Испания и Нидерланды, и началась новая глобальная война.

### Британское наступление на юге 1778—1783 гг.
В дальнейшем англичане сосредоточили свои силы на попытках захватить южные штаты. Располагая ограниченным контингентом войск, они сделали ставку на мобилизацию лоялистов. Подобная тактика помогла им удержать позиции на северо-западных территориях, несмотря на поражение канадских войск при попытке наступать на Олбани.
В конце 1778 г. британский флот высадил десант и захватил столицу Джорджии, город Саванну. В 1780 г. точно так же был взят и Чарльстон. Но собравшихся под британские знамёна лоялистов было недостаточно для продвижения вглубь страны, и англичанам пришлось удовлетвориться контролем над портовыми городами. Дальнейшее наступление на Северную Каролину и Виргинию захлебнулось, на оккупированных территориях началась партизанская война, и отряды лоялистов были перебиты.
Остатки британской армии направились к городу Йорктауну, где собирались погрузиться на корабли британского флота. Но флот столкнулся в Чесапикском заливе с французским флотом и отступил. Оказавшиеся в ловушке войска британского генерала Корнуоллиса в октябре 1781 г. сдались генералу Вашингтону. Когда сообщения об этом поражении достигли Великобритании, парламент постановил начать мирные переговоры с американскими повстанцами.

### Мирный договор
На мирных переговорах, которые происходили в Париже, США представляли Бенджамин Франклин, Джон Адамс, Джон Джей и другие представители американской власти. Согласно мирному договору, границы США продвинулись до реки Миссисипи на западе и включали в себя южную часть региона Великих озёр. Ранее эти территории англичане оставляли своим индейским союзникам. Флорида была возвращена Испании.

## Развитие институтов федеральной власти

### Статьи Конфедерации
Первая американская конституция, Статьи Конфедерации, была принята Вторым Континентальным конгрессом еще в 1777 г. Согласно этому документу, тринадцать бывших колоний составляли конфедерацию. Конгресс был единственным общим институтом, который не имел достаточной власти даже для собственного финансирования или принуждения местных органов к исполнению своих решений. Тем не менее, Конгресс принял ряд важных решений об освоении вновь приобретенных западных территорий, которые штаты добровольно оставили в ведении центрального органа. Согласно решениям Конгресса, на западных территориях создавались органы государственного управления, новые штаты, распределялись земельные владения.
С наступлением мира в 1783 г. американцы обнаружили, что не могут вернуться к торговым операциям в Вест-Индии, поскольку теперь их суда не считались британскими, а в британские колонии, так же как в испанские и французские, допускались только суда собственных государств. Производители местных товаров также столкнулись с конкуренцией более качественных импортных товаров из Европы. Попытки Конгресса ввести собственные протекционистские меры штаты не поддержали. Их собственные попытки ввести таможенные ограничения на импорт ни к чему не привели. Например, когда это пытались сделать штаты Новой Англии, Коннектикут объявил, что его порты остаются свободными для торговли и пользовался выгодами усиленного товарооборота за счет соседних штатов.
Во время войны Конгресс для её ведения прибегал к займам, которые теперь не мог вернуть. Чтобы покрыть свои издержки, Конгресс выпустил бумажные деньги, которые вскоре полностью обесценились. Его призывы к штатам о финансовой помощи нередко оставались без ответа. Между 1781 и 1784 гг. в федеральную казну поступило менее полутора миллионов долларов, хотя лишь в 1783 г. Конгрессу требовалось два миллиона.
Недовольные экономическими трудностями, видя, что их требования власти не удовлетворяют, американцы прибегали к открытым вооружённым выступлениям, таким как восстание Шейса 1786-87 гг. в Массачусетсе, подавленного местной милицией.

### Конституционная реформа
С одобрения Джорджа Вашингтона его помощник Александр Гамильтон возглавил группу политиков, в 1786 г. направивших в Конгресс петицию с предложением о конституционной реформе с целью преодоления затянувшегося послевоенного кризиса.
В ответ на петицию Гамильтона Конгресс призвал штаты прислать представителей на Филадельфийский конвент, собравшийся для разработки новой конституции в 1787 г. Ведущую роль на нем сыграл Джеймс Мэдисон. Согласно новой конституции в США было создано федеральное правительство с ограниченными полномочиями, но вышестоящее по отношению к властям штатов. Оно имело право собирать налоги для функционирования органов законодательной, исполнительной и судебной власти. Чтобы представлять интересы штатов с небольшим населением в законодательном собрании была создана верхняя палата, сенат, в который избирали одинаковое количество представителей от каждого штата. Интересы большинства населения представляла нижняя палата Конгресса, которую избирали в округах с приблизительно одинаковым населением.
Ратификация новой конституции на местах столкнулась с серьёзными трудностями, особенно в Виргинии и Нью-Йорке, губернатором которого в то время был её противник Джордж Клинтон. В ходе дискуссий о новой конституции партия её сторонников получила наименование федералистов, а её противников — антифедералистов. В основном дискуссия происходила в нью-йоркских газетах. Статьи федералистов были впоследствии изданы под общим названием Записки федералиста. Аналогичный сборник статей их оппонентов известен как Записки антифедералиста. В частности, возражения последних сводились к отсутствию в новой конституции Билля о правах, аналогичного существующему в конституции Великобритании. Некоторые политики, например, Томас Джефферсон, отказались примкнуть к какой-либо из двух партий. Компромисс был достигнут общим одобрением Билля о правах в 1788 г., тем не менее отдельные штаты отказывались ратифицировать конституцию до её обсуждения в Конгрессе.

## Первая партийная система
Хотя американская конституция не упоминает о политических партиях, отцы-основатели США регулярно высмеивали политический «фракционализм», сложившийся в местных органах власти еще в колониальную эпоху. Тем не менее, партийная система вскоре сложилась и на федеральном уровне. Первой политической партией США стали федералисты, в то время как партия антифедералистов, которая никогда не была столь хорошо организована, очень скоро распалась. Лидером федералистов стал Александр Гамильтон, который в 1790-92 гг. составил целую сеть из своих сторонников на всей территории страны. Его партия контролировала федеральное правительство до 1801 г.
Тем не менее, идеи ограничения федеральной власти в пользу прав штатов в конце концов привели к оформлению новой политической партии республиканцев, которая получила официальное название демократическо-республиканской. Республиканцы составили законную оппозицию правительству федералистов, критикуя их инициативы по созданию национального банка и пробританскую внешнюю политику. Республиканцы и их лидер Томас Джефферсон были сторонниками союза с Францией. В 1801 г. Джефферсон был избран президентом, и республиканцы составили своё первое правительство.